# Benjamin Radjaipour

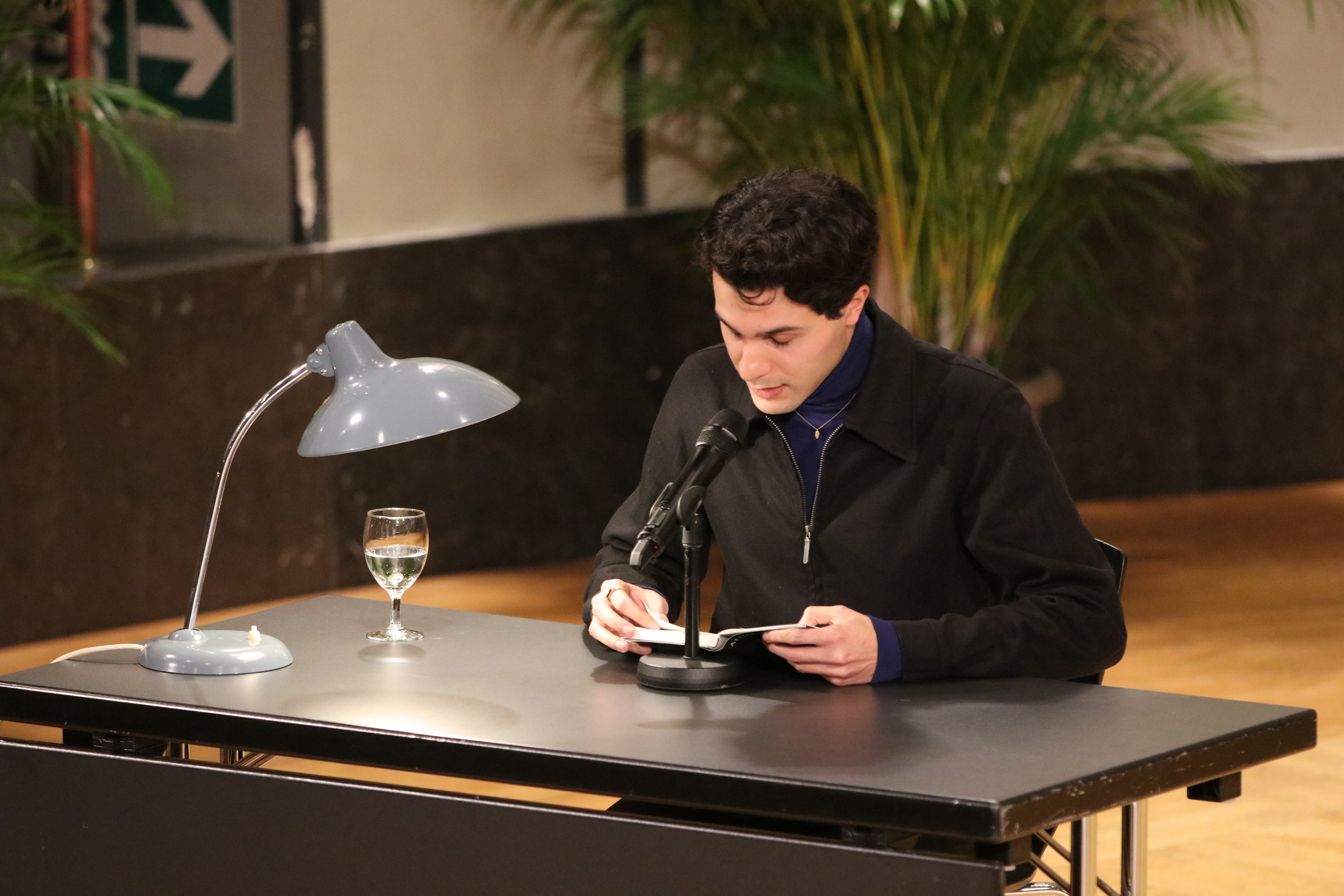
Benjamin Radjaipour im November 2019 bei einer Lesung aus dem Buch Ich werde die Welt nie wiedersehen beim Geschwister-Scholl-Preis

Benjamin Radjaipour (* 1990 in Tübingen) ist ein deutscher Film- und Theaterschauspieler.

## Leben
Der 1990 in Tübingen geborene Benjamin Radjaipour studierte von 2013 bis 2017 Schauspiel an der Universität der Künste Berlin und trat während des Studiums unter anderem am Deutschen Theater Berlin, dem Hans-Otto-Theater Potsdam, dem Theater Lübeck und an der Volksbühne am Rosa-Luxemburg-Platz auf.
Seine erste Filmrolle erhielt Radjaipour in dem Historiendrama Die Verlorenen von Reynold Reynolds, das im Oktober 2015 in die niederländischen Kinos kam. In Futur Drei von Faraz Shariat erhielt Radjaipour die Hauptrolle von Parvis und spielt in dieser das Alter Ego des Regisseurs, einen Sohn von Exil-Iranern, der in der deutschen Provinz lebt und in einem Wohnprojekt für Flüchtlinge, wo er seine Sozialstunden als Übersetzer ableisten muss, die iranischen Geschwister Banafshe und Amon kennenlernt. 
Seit der Spielzeit 2017/18 ist Radjaipour festes Ensemblemitglied der Münchner Kammerspiele. Im Jahr 2019 wurde Radjaipour von der Theaterzeitschrift Theater heute zum Nachwuchsschauspieler des Jahres gekürt.
Einem breiten Publikum wurde er durch die Serie Schwarze Früchte (2024) bekannt.

## Theatrografie (Auswahl)
- 2015: Einige Nachrichten an das All von Wolfram Lotz, bat-Studiotheater Berlin, Regie: Rebekka David und Purl Schweitzke
- 2015: Väter und Söhne / Kammerspiele, Deutsches Theater Berlin, Regie: Daniela Löffner und Fedka Pjotr
- 2016: Fallobst im Westen von Philipp Gärtner, Hans Otto Theater Potsdam / Deutsches Theater Berlin, Regie: Kieran Joel („Doc“ Phineas Dockson)
- 2016: Die bitteren Tränen der Petra von Kant von Rainer Werner Fassbinder, Theater Lübeck, Regie: Lucia Bihler
- 2018: Dionysos Stadt, Münchner Kammerspiele, Regie: Christopher Rüping

## Filmografie (Auswahl)
- 2015: Die Verlorenen
- 2016: Der Hermetische Zirkel (Kurzfilm)
- 2017: Cross-Country Drive (Kurzfilm)
- 2020: Futur Drei
- 2022: Was man von hier aus sehen kann
- 2022: Das weiße Schweigen (Fernsehfilm)
- 2024: Zeit Verbrechen (Miniserie, Folge Love by Proxy)
- 2024: Die Toten am Meer – Tod an der Klippe (Fernsehreihe)
- 2025: SOKO Leipzig: Nur ein Foto (Fernsehserie)

## Hörspiele
- 2023: DESIRE. Über Sex, Arbeit und queeres Begehren (6-teilige Serie, WDR)[7]

## Auszeichnungen
Deutscher Schauspielpreis
- 2020: Nominierung als Bester Nachwuchs (Futur Drei)

First Steps Award
- 2019: Auszeichnung als Teil des Besten Ensembles mit dem Götz-George-Nachwuchspreis (neben Banafshe Hourmazdi und Eidin Jalali in Futur Drei)

Preis der deutschen Filmkritik
- 2021: Nominierung als Bester Darsteller (Futur Drei)[8]

Theater heute: Jahresauszeichnungen 2019
- Nachwuchsschauspieler des Jahres (mit Laurenz Laufenberg)[9]

Theatertreffen Schauspielstudierender 2016
- Auszeichnung mit dem Solopreis des Bundesministeriums für Bildung und Forschung (Doktor „Doc“ Phineas Dockson in Fallobst im Westen)[3]